# 여성주의 정치 이론
여성주의 정치 이론은 세 가지 주요 목표를 위해 노력하는 여성주의 이론 의 다양한 하위 분야이다.
1. 정치 이론이 관습적으로 해석되는 방식에서 젠더의 역할을 이해하고 비판한다.
2. 여성주의 문제(특히 성평등)에 비추어 기존 정치 이론을 재구성하고 다시 표현한다.
3. 성평등을 전제하고 추구하는 정치학을 지지한다.

여성주의 정치 이론은 접근이 다양하다.. 여성주의 법학/여성주의 법이론, 여성주의 정치 철학; 생태 여성주의; 여성 중심의 정치학 실증연구; 그리고 정치학 사회과학에서 사용하기 위한 여성주의 연구 방법 등의 접근이 있다. 여성주의 정치 이론과 여성주의를 광범위하게 구별하는 것은 국가와 성 불평등의 재생산 또는 교정에서 국가의 역할에 대한 구체적인 연구이다. 광범위하고 다학문적일 뿐만 아니라 이 분야는 비교적 새롭고 본질적으로 혁신적이며 여전히 확장되고 있다.

## 역사
여성주의의 역사를 보다 광범위하게 요약하려면 여성주의 문서를 참조하면 된다. 1960년대와 70년대의 여성 해방 운동 동안 서구에서만 통합된 용어로서의 여성주의 정치 이론이 등장했다. 이전에는 여성의 정치적 상황을 명시적으로 다룬 정치이론의 작품이 거의 없었다. 존 스튜어트 밀(John Stuart Mill)이 1861년 《여성의 종속(Subjection of Women)》에서 여성의 참정권을 주장한 것은 주목할만한 예외이다. 20세기 초 시몬 드 보부아르의 1949년 작품 《제2의 성》은 여성을 둘러싼 권력 역학을 폭로하고 여성의 사회적 종속을 폭로하는 후속 여성주의 이론의 토대를 마련했다. 1980년대와 1990년대에 여성주의 이론은 캐서린 매키넌(Catherine MacKinnon)과 안드레아 드워킨(Andrea Dworkin)의 포르노 반대 캠페인이 이끄는 법적 영역으로 확장되었다.

### 급진적 여성주의
초기 급진적 여성주의는 핵가족과 이성애 내부에 구축된 여성성을 거부하는 데 기반을 두었다. 그리고 급진적 여성주의는 주로 여성의 직접적인 경험에 기초한 완전히 새로운 이론을 개발하기 위해 이전의 모든 형태의 정치 이론을 폐기했다.

### 자유주의적 여성주의
자유주의적 여성주의는 20세기 전반기에 특히 만연했던 여성주의 정치 이론에 대한 중요한 접근 방식을 드러낸다. 메리 울스턴크래프트의 《여성의 권리 옹호》(1792)과 존 스튜어트 밀의《여성의 종속》(1869)을 포함하여 자유주의적 여성주의 저작의 가장 잘 알려진 예는 훨씬 더 일찍 출판되었다. 자유주의적 여성주의의 공통 주제는 공정한 기회와 평등한 정치적 권리를 통한 평등한 기회에 대한 강조이다.

### 마르크스주의와 사회주의적 여성주의
마르크스주의적 여성주의과 사회주의적 여성주의은 계급주의를 여성억압의 일차적 원천으로 간주했다.

### 생태여성주의
1970년대에 제2차 세계 대전 이후 기술 개발의 영향으로 많은 여성들이 이웃의 유독성 오염에서부터 토착 땅에 대한 핵무기 실험에 이르기까지 문제에 맞서 조직했다. 모든 대륙을 가로질러 출현한 이 풀뿌리 운동은 지구상의 생명의 재생산을 위한 조건을 보호하기 위한 투쟁에서 교차적이면서 교차 문화적이었다. 생태여성주의로 알려진 이 운동의 정치적 관련성은 계속 확대되고 있다.

### 포스트모던 여성주의
포스트모던 여성주의자는 젠더가 가장 중요한 정체성이라는 데 동의하지만, 사람들이 자신의 정체성을 '선택하고 섞는' 방식에 관심이 있다. 남성성이라는 주제에도 관심을 갖고, 여성주의의 틀에 박힌 면을 거부하고 정체성의 긍정적인 측면으로 받아들인다. 그들의 주요 목표 중 하나는 성 불평등을 초래한 가부장적 규범을 무력화하는 것이다.

## 주요 주제

### 여성주의 인식론
여성주의 정치 이론/철학의 핵심 측면은 여성주의 인식론이다. 이 이론은 권위와 신뢰성의 기준이 사회적으로 구성되어 사회정치적 현상을 반영하고 재확립한다고 주장함으로써 사회 및 철학 과학의 객관성에 의문을 제기한다. 따라서 방법론적 해결책 중 하나는 지식을 만드는 과정에서 다양한 목소리를 포함하는 것이다.

### 정치 제도
제도의 젠더화에 관한 정치 이론은 제도가 "젠더화"된다는 것이 무엇을 의미하는지, 기관이 젠더화되었는지 여부를 어떻게 평가할 수 있으며, 그 안에서 일하는 사람들에게 젠더화된 제도의 결과는 무엇인지와 같은 질문을 탐구한다.

### 정체성 정치
정치 이론의 이러한 측면을 연구하는 이론가들은 여성을 정체성 그룹으로 구성하는 것에 의문을 제기한다. 기본적으로 그들은 '여성' 집단과 정치와의 관계에 대해 일종의 결론에 도달하는 것이 가능한지 여부를 생각한다. 논쟁의 한 측면은 교차 성과 다른 인종 및 문화적 배경을 가진 여성들이 정치 집단을 형성하기에 충분한 공통점을 가지고 있는지에 관한 것이다. 또 다른 측면은 트랜스젠더 여성이 "여성"을 별개의 그룹으로 묶는 소녀와 여성의 경험이 부족한 한 "여성" 그룹에 포함되어야 하는지에 대한 것이다.

### 정치적 리더십과 젠더
이 분야는 여성이 입법자, 임원, 판사로서 남성과 어떻게 다른지 설명한다. 이 분야의 일부 학자들은 여성이 흔히 공식적인 공직 밖에서 제공하는 정치적 리더십 유형을 배제하기 위해 정치적 리더십 자체가 어떻게 남성화되는지 연구한다.

## 같이 보기
- 무정부 여성주의
- 생태여성주의
- 여성주의 경제학
- 자유주의적 여성주의
- 마르크스주의 여성주의
- 급진적 여성주의
- 사회주의적 여성주의